# Lethal Weapon 2
Lethal Weapon 2 es una película de comedia y acción policíaca de 1989, dirigida por Richard Donner y protagonizada por Mel Gibson, Danny Glover, Patsy Kensit, Joe Pesci, Derrick O'Connor y Joss Ackland.
Gibson y Glover repiten sus roles como los oficiales de la Policía de Los Ángeles Martin Riggs y Roger Murtaugh, quienes protegen a un irritante testigo federal (Pesci), mientras se enfrentan a una pandilla de traficantes de drogas sudafricanos que se esconden detrás de la inmunidad diplomática.

## Argumento
Los sargentos Martín Riggs y Roger Murtaugh participan en una persecución en coche con otros policías de Los Ángeles. Cuando sus objetivos chocan, Riggs y Murtaugh buscan el coche abandonado y descubren el baúl lleno de oro Krugerrands (importación ilegal a los EE. UU. en ese momento), lo que les lleva a la conclusión de que los criminales están en favor del apartheid de Sudáfrica. Más tarde esa noche, Arjen Rudd (Joss Ackland), el ministro de los asuntos para el Consulado de Sudáfrica, a las órdenes de su jefe de seguridad Pieter Vorstedt (Derrick O'Connor) llega para advertir a Murtaugh y Riggs en su propia casa para poner fin a la investigación en torno a los Krugerrands. Lo hacen, y como consecuencia al ataque a Murtaugh y su familia, Riggs se dirige a la protección de un testigo federal, Leo Getz (Joe Pesci), un contador hablador que decidió denunciar a sus clientes por lavado de dinero. Una acción en la película implica a la hija de Murtaugh, quien ha aparecido en un anuncio de televisión de condones, avergonzando a Murtaugh entre sus compañeros de trabajo.
Solo momentos después de llegar al cuarto del hotel de Getz, un asesino haciéndose pasar por el servicio de habitación entra en la habitación y trata de matar Getz. Después de caer por la ventana en la piscina del hotel, Riggs y Murtaugh salvan a Getz y descubren que lavaba fondos para traficantes de drogas. Getz les lleva al cuartel de los contrabandistas, una casa sobre pilotes. Riggs reconoce al asesino del hotel, que luego trata de escapar por un camión de remolque estacionado fuera de la casa. Riggs salta a la parte trasera del camión, y Murtaugh y Getz los persiguen. Más tarde ese día, Riggs y Murtaugh regresan al consulado con apoyo de detectives y oficiales uniformados. En el intento de detener a la banda, Riggs y Murtaugh se enfrentan a Arjen Rudd y los miembros del Consulado de Sudáfrica. Vorstedt reconoce a Riggs pero antes de que pueda ir más lejos, Rudd invoca la inmunidad diplomática en nombre de sí mismo y de su "personal", declarando: "Mi querido oficial, usted ni siquiera podría darme una multa de aparcamiento".
A pesar de la orden de abandonar a Rudd y sus socios, Riggs se infiltra en el edificio del consulado mientras Murtaugh crea una distracción y se lleva el nombre de "Alba Varden", un nombre que parece familiar a Murtaugh. Al mismo tiempo, Riggs comienza a hostigar abiertamente a Rudd, y también comienza un romance con la secretaria de Rudd, Rika van den Haas (Patsy Kensit), que le disgusta tanto su jefe como las políticas de su país. Riggs la invita a una cena en su casa rodante y terminan durmiendo juntos.
Los agentes que participaron en el intento de arresto del consulado Sudafricano son asesinados sistemáticamente. Vorsedt es enviado a asesinar a Riggs, mientras que Murtaugh deduce que Rudd está intentando transferir fondos desde su círculo de traficantes en los Estados Unidos a Ciudad del Cabo, a través de Los Ángeles.
Al capturar a Riggs en la casa de Rika, Vorsedt le confiesa que él es el responsable de la muerte de la esposa de Riggs años antes, cuando el intento era dirigido al mismo Martin. Vorsedt logra ahogar a Rika, pero un vengativo Riggs logra escapar y carga el cuerpo de la fallecida diplomática y llama a Murtaugh, anunciándole que va a acabar con el consulado Sudafricano, a esto, Murtaugh decide no llevar su placa. Los detectives logran rescatar a Getz después de destruir la casa del consulado y se dirigen al Alba Varden, el navío de Rudd, con el que planea escapar con millones de dinero invertido en droga. Riggs y Murtaugh emboscan a los traficantes en una balacera.
Finalmente, Riggs se encuentra con Vorstedt, y participan en un brutal mano a mano en el que pelean a muerte, que termina con Riggs dejando caer un contenedor de carga sobre Vorstedt, aplastándolo. Rudd se desprende de un balcón en el Alba Varden detrás de Riggs y Murtaugh le dispara antes de que saque su arma y trata de detener al diplomático. Rudd sostiene su identidad y se regodea, "inmunidad diplomática". Murtaugh le dispara en la cabeza, respondiendo: "Acaba de ser revocada", y después carga a un herido pero vivo Riggs, mientras que la policía de Los Ángeles llega.

## Reparto
- Mel Gibson como Martin Riggs
- Danny Glover como Roger Murtaugh
- Joe Pesci como Leo Getz
- Joss Ackland como Arjen Rudd
- Derrick O'Connor como Pieter Vorstedt
- Patsy Kensit como Rika van den Haas
- Darlene Love como Trish Murtaugh
- Traci Wolfe como Rianne Murtaugh
- Steven Kahan como el Capitán Ed Murphy
- Mark Rolston como Hans
- Jenette Goldstein como la detective Meagan Shapiro
- Dean Norris como el detective Tim Cavanaugh
- Juney Smith como el detective Tom Wyler
- Philip Suriano como el detective Joseph Ragucci
- Nestor Serrano como el detective Eddie Estaban
- Grand L. Bush como el detective Jerry Collins
- Mary Ellen Trainor como Stephany Woods
- Tony Carreiro como Marcelli
- Damon Hines como Nick Murtaugh
- Ebonie Smith como Carrie Murtaugh
- Jack McGee como el carpintero
- Allan Dean Moore como George
- Jim Piddock como el enviado del consulado sudafricano
- Paul Tuerpe como el sicario
- Danny Wynands como el sicario
- Bruce Young como el sicario
- Pat Skipper como el sicario
- Kenneth Tigar como Jarvis Becker

## Recepción
Esta producción cinematográfica llegó a ser incluso más taquillera que la primera parte.

## Lanzamientos
| País                                                                          | Fecha de estreno                   |
| ----------------------------------------------------------------------------- | ---------------------------------- |
| Alemania                                                                      | Jueves 28 de septiembre de 1989    |
| Argentina                                                                     | Jueves 5 de octubre de 1989        |
| Australia                                                                     | Jueves 10 de agosto de 1989        |
| Austria                                                                       | Viernes 29 de septiembre de 1989   |
| Bélgica                                                                       | Miércoles 26 de julio de 1989      |
| Belice · Costa Rica · El Salvador · Guatemala · Honduras · Nicaragua · Panamá | Viernes 6 de octubre de 1989       |
| Bolivia                                                                       | Martes 17 de octubre de 1989       |
| Brasil                                                                        | Jueves 21 de septiembre de 1989    |
| Chile                                                                         | Viernes 8 de septiembre de 1989    |
| Colombia                                                                      | Jueves 5 de octubre de 1989        |
| Corea del Sur                                                                 | Sábado 24 de febrero de 1990       |
| Dinamarca                                                                     | Viernes 11 de agosto de 1989       |
| Egipto                                                                        | Lunes 5 de marzo de 1990           |
| España                                                                        | Viernes 4 de agosto de 1989        |
| Estados Unidos · Canadá                                                       | Viernes 14 de julio de 1989        |
| Filipinas                                                                     | Miércoles 27 de septiembre de 1989 |
| Finlandia                                                                     | Viernes 4 de agosto de 1989        |
| Francia                                                                       | Miércoles 2 de agosto de 1989      |

| País                | Fecha de estreno                   |
| ------------------- | ---------------------------------- |
| Grecia              | Viernes 13 de octubre de 1989      |
| Hong Kong           | Jueves 5 de octubre de 1989        |
| Hungría             | Jueves 21 de junio de 1990         |
| India               | Viernes 3 de agosto de 1990        |
| Israel              | Viernes 28 de julio de 1989        |
| Italia              | Viernes 29 de septiembre de 1989   |
| Japón               | Sábado 21 de octubre de 1989       |
| Malasia             | Jueves 9 de noviembre de 1989      |
| México              | Viernes 27 de octubre de 1989      |
| Noruega             | Jueves 26 de octubre de 1989       |
| Nueva Zelanda       | Viernes 25 de agosto de 1989       |
| Países Bajos        | Jueves 17 de agosto de 1989        |
| Perú                | Miércoles 1 de noviembre de 1989   |
| Portugal            | Viernes 28 de julio de 1989        |
| Puerto Rico         | Jueves 24 de agosto de 1989        |
| Reino Unido Irlanda | Viernes 15 de septiembre de 1989   |
| Singapur            | Jueves 26 de octubre de 1989       |
| Sudáfrica           | Viernes 1 de septiembre de 1989    |
| Suecia              | Viernes 11 de agosto de 1989       |
| Suiza               | Viernes 29 de septiembre de 1989   |
| Tailandia           | Sábado 14 de octubre de 1989       |
| Taiwán              | Sábado 16 de septiembre de 1989    |
| Turquía             | Viernes 24 de noviembre de 1989    |
| Uruguay             | Jueves 5 de octubre de 1989        |
| Venezuela           | Miércoles 20 de septiembre de 1989 |

## Premios obtenidos
La película fue nominada para el Óscar a la mejor edición de sonido y ganó el BMI Film Music Award en 1990.

## Saga

### Lethal Weapon
En esta película de 1987 de estilo buddy cop, Arma letal en España, Arma mortal en Hispanoamérica, dirigida por Richard Donner y protagonizada por Mel Gibson y Danny Glover, como una pareja de detectives del Departamento de Policía de Los Ángeles, y Gary Busey como su principal adversario. Fue candidata a un premio Óscar al mejor sonido en 1987. Esta película es la primera de una saga que cuenta con otras tres películas, todas protagonizadas por Gibson y Glover, y estrenadas en 1989, 1992 y 1998. La saga, según estimaciones de Forbes llegó a vender 116 457 100 entradas solo en Estados Unidos.

### Lethal Weapon 3
Un policía corrupto está robando municiones y armas decomisadas. Riggs y Murtaugh se involucran en el caso, a pesar de que Murtaugh piensa en su retiro. Se introduce el personaje de la Agente de Asuntos Internos Lorna Cole (Rene Russo), quien se involucra sentimentalmente con Riggs. En un tiroteo, Murtaugh dispara en defensa propia y hiere de muerte a uno de los amigos de la infancia de su hijo, por lo que se decide a buscar a quien está poniendo las armas en manos de los jóvenes. Leo Getz en esta ocasión es un agente inmobiliario que trata de vender la casa de Murtaugh, pero al final ni se retira Murtaugh de la policía, ni se vende la casa.

### Lethal Weapon 4
En esta ocasión, Martin Riggs y Roger Murtaugh se enfrentan a la mafia china, que falsifica dinero para comprar la libertad de la tríada. Lorna Cole está embarazada de Riggs y la hija de Murtaugh, Rianne, también lo está de un policía, compañero de trabajo de Riggs y Murtaugh, llamado Lee Butters (Chris Rock). El "villano" de esta entrega es Wa Sing Ku (Jet Li), que hará todo lo posible por su hermano mayor y miembro de la tríada.
Leo Getz ahora es detective privado. Al final Cole y Riggs se casan y tienen un hijo, y el capitán Murtaugh se convierte en abuelo.

### Serie de televisión
- Lethal Weapon (serie de televisión):
  - En septiembre de 2016 la cadena Fox estrenó una serie de televisión basada en la saga protagonizada por  Clayne Crawford como Martin Riggs y Damon Wayans como Roger Murtaugh.[4][5]